# Miguel del Arco
Miguel del Arco (Madrid, 1965) es un dramaturgo, guionista, director de teatro y cine.

## Biografía
Se formó en la Escuela Superior de Canto y en la Real Escuela Superior de Arte Dramático.
Su voz grave le llevó a protagonizar en 1992 la versión española de teatro de Los miserables, en la que interpretó al antagonista,  inspector Jarvert.
Se inició como actor de cine en papeles menores de títulos como Morirás en Chafarinas (1995), Entre rojas (1995), Boca a boca (1995) o Bwana (1996); y en los diez años siguientes intervendría episódicamente en televisión, en series como Manos a la obra, Hospital Central o El comisario.
En 2002 fundó junto a Aitor Tejada la productora teatral Kamikaze, con la que graban tres cortometrajes: MorirDormirSoñar,  Palos de Ciego Amor y La envidia del Ejército Nipón.
Para televisión dirigió La sopa boba (2004) y escribió los guiones de las series Lalola (2008) –que además dirigió– y Los exitosos Pells (2009).
También en 2009 dirigió, la obra de teatro La función por hacer, adaptación de la que es coautor de la pieza Seis personajes en busca de autor, y que recibió Premios Max.
Posteriormente se puso al frente de los montajes teatrales El proyecto Youkali (2010); La violación de Lucrecia (2010), de William Shakespeare, con Nuria Espert; Juicio a una zorra (2011), con Carmen Machi; Veraneantes, que recibió cinco Premios Max (2011), de Máximo Gorki; De ratones y hombres (2012), en libre adaptación de la novela de John Steinbeck y El inspector, de Gogol, con Gonzalo de Castro encabezando el cartel.
En 2013 dirigió Deseo, de la que es autor, y que interpretan Gonzalo de Castro, Luis Merlo, Emma Suárez y Belén López. Un año después adaptó y dirigió la obra de Moliére El misántropo, con interpretación de Israel Elejalde, Bárbara Lennie, Manuela Paso, Raúl Prieto, Cristóbal Suárez, Miriam Montilla y Jose Luis Martinez.
En el año 2014 fue miembro fundador de la Academia de las Artes Escénicas de España.
Desde agosto de 2016 hasta enero de 2021 fue codirector artístico junto con Israel Elejalde del Pavón Teatro Kamikaze de Madrid. En ésa etapa, su productora, productora teatral Kamikaze recibe el Premio Nacional de Teatro 2017 que otorga el Ministerio de Cultura. 
Según el diario El Mundo, en 2018 fue una de las personas dentro del colectivo homosexual con mayor influencia en España.
En 2022 dirigió Las noches de Tefía, una serie para televisión que presentó en marzo de 2023 en el Festival de Málaga con excelente crítica

## Trayectoria

### Teatro
- Director
- La Patética (2025), Teatro Valle Inclán. 
  - Rigoletto, Teatro Real de Madrid
  - Ricardo III, Teatro Kamikaze
  - La señora y la criada (2021), CNTC
  - Jauría (2019), Teatro Kamikaze
  - Federico hacia Lorca (2019), con La Joven Compañía[16]
  - Fuenteovejuna (2018),[17] Ópera contemporánea
  - Ilusiones (2018)
  - Refugio (2017)
  - Arte (2017)
  - ¡Cómo está "Madriz"! (2016)[18][19]
  - Antígona (2015)
  - Un enemic del poble (2014)
  - El misántropo (2013)
  - Deseo (2013)
  - De ratones y hombres (2012)
  - El inspector (2012)
  - Veraneantes (2011)[20][21]
  - Juicio a una zorra (2011)[22]
  - La violación de Lucrecia (2010)
  - El proyecto Youkali (2010)
  - La función por hacer (2009)[23]
  - The swinging Devils (2007)
  - La madre vigila tus sueños (2006)
  - Pulsión (2004)
  - Cinco músicos y un destino (2003)
  - En el aire (1998)

- Actor
  - Antígona (2007)
  - Los Productores (2006)
  - El astrólogo fingido (2004)
  - Sin hogar (2003)
  - Te quiero, eres perfecto, ya te cambiaré (2000)
  - Julio César (1999)
  - El anzuelo de Fenisa (1997)
  - Noche de Reyes (1996)
  - No hay burlas con el amor (1995)
  - Los miserables (1992)
  - El Gorgojo (1991)
  - La risa en los huesos (1989)

- Autor
  - Refugio (2017)
  - Historias de Usera - "El lado salvaje" (2016)
  - Deseo (2013)
  - Juicio a una zorra (2011)
  - El Proyecto Youkali (2010)
  - The Swinging Devils (2007)
  - Cinco músicos y un destino (2003)

- Adaptador
  - Rigoletto, de Giuseppe Verdi, Teatro Real de Madrid (2019)
  -  Ricardo III, de William Shakespeare (2019): La versión trata de aplicar el contexto político-social español actual al original shakespeariano. Cuestiones como el Caso Máster, el ascenso de la ultraderecha o el debate acerca de la salida del cadáver del dictador Francisco Franco del Valle de los Caídos hacen aparición en esta adaptación.
  - Un enemic del poble, de Henrik Ibsen (2014)
  - El misántropo, de Molière (2013)
  - De ratones y hombres, de John Steinbeck (2012)
  - El inspector, de Nikolái Gógol (2012)
  - Veraneantes, de Máximo Gorki (2011)
  - La función por hacer, de Luigi Pirandello (2009)
  - El astrólogo fingido, de Calderón de la Barca (2004)
  - Luna de miel en Hiroshima, de Víctor Winer (2004)
  - Se busca impotente para convivir (2003)
  - Se quieren, de Pierre Palmade y Muriel Robin (2002)
  - Fashion feeling music, de Lluis Hansen (2002)
  - En el aire, de William Mastrosimone (1998)

### Televisión
- Director
  - Las noches de Tefía (Atresplayer Premium, 2023)
  - Escenario 0: Juicio a una zorra (HBO España, 2020)
  - Lalola (Antena 3, 2008-2009)
  - La sopa boba (Antena 3, 2004)

- Guionista
  - Los exitosos Pells (2009)
  - Lalola (2008)
  - A tortas con la vida (2005)
  - La sopa boba (2004)
  - Agente 700 (2001)
  - Antivicio (2001)
  - Mundo Real (2000)
  - Pasión adolescente (2000)
  - Mediterráneo (1999)
  - Fernández y familia (1998)

- Actor

- - Juan y José show 
    - (22 de diciembre de 2006)

  - El comisario 
    - Por lo que más quieras (2004)
    - Hábitos inadecuados (2002)

  - Hospital Central 
    - Botellón, botellón (2001)

  - Petra Delicado
    - El tío de Hamlet (1999)

  - Manos a la obra
    - Una novia para Tato (1998)

  - Querido maestro
    - Cuarenta de fiebre (1997)

  - El joven Picasso (1993)

### Cine
- Director
  - Las furias. Largometraje. (2016)
  - MorirDomirSoñar. Cortometraje. (2005)
  - Palos de ciego amor. Cortometraje. (2002)
  - La envidia del ejército nipón. Cortometraje. (2000)

- Actor

- - Pactum (2006)
  - Las viandas (corto) (2005)
  - Rojo sangre (2004)
  - La voz de su amo (2001)
  - Secuencia 47 (corto) (2000)
  - Plenilunio (1999)
  - Vínculo (1999)
  - Bwana (1996)
  - Boca a boca (1995)
  - Entre rojas (1995)
  - Morirás en Chafarinas (1995)

## Premios
- Premio de la Cultura de la Comunidad de Madrid (2013).[24]
- Premios Valle Inclán de Teatro (2012) por De ratones y hombres
- Premio Max (2012), por Veraneantes.
- Premio Max (2011), por La función por hacer.